# Wettelbrunn
Wettelbrunn ist ein Stadtteil von Staufen im Breisgau im Grenzbereich zwischen der Vorbergzone des Schwarzwalds und der zum Rhein gerichteten Staufener Bucht mit 708 Einwohnern (Stand 31. Dezember 2022).

## Geschichte
Im Jahr 1216 wird Wettelbrunn zum ersten Mal in einer Urkunde des Klosters St. Blasien erwähnt, und zwar als Wetilbrunnen (Brunnen des Wetil). In dem Ort befanden sich zwei große Klosterhöfe. Der eine, mit der Kirche, gehörte dem Domstift Basel, das ihn 1289 zu Erblehen vergab. Der andere gehörte dem Kloster Tennenbach, das ihn als Grangie einrichtete und ebenfalls zu Erblehen vergab. 1685 verkaufte es seinen Hof an das Kloster St. Trudpert.
1284 verzichtete der Markgraf von Hachberg auf die Vogteirechte, die er in Wettelbrunn besaß. 1330 verkauften die Herren von Staufen ihre Vogteirechte über den sanktblasischen Großhof an dieses Kloster. Die Ortsherrschaft hatten im 13. Jahrhundert die Herren von Staufen als Lehen der Grafen von Freiburg. Die österreichische Herrschaft 1602 verpfändete den Ort, der mit der Herrschaft Staufen 1738 als Lehen an das Kloster St. Blasien ging. In badischer Zeit gehörte Wettelbrunn zum Bezirksamt Staufen, seit 1936 zum Bezirksamt bzw. Landkreis Müllheim. 1971 wurde es nach Staufen eingemeindet.

## Wappen
Das Ortswappen zeigt einen goldenen Hirsch, der auf St. Blasien hinweist, und darunter drei Staufe der Herren von Staufen auf rotem Schild.

## Kultur
Der Fasnetumzug in Wettelbrunn ist in den letzten Jahren zu einem Symbol dörflicher Brauchtumspflege geworden. Jedes Jahr am „Fasnetsamschdig“ findet in Wettelbrunn ein großer Umzug mit einer Vielzahl von Zünften aus der Gegend statt.
Einen weiteren kulturellen Beitrag zum dörflichen Leben leistet der Musikverein Wettelbrunn. Er wurde 1866 gegründet. Er ist jedes Jahr engagiert beim Musikhock, bei der Fronleichnamsprozession, am Weißen Sonntag der Erstkommunionskinder, beim Patroziniumsfest St. Vitus und zu Weihnachten.

## Verkehr
Ab 2026 soll Wettelbrunn am Fahrradverleihsystem Frelo teilnehmen. Weitere Frelo-Stationen sind in Grunern sowie in Staufen mit Anschluss an die Münstertalbahn und Bad Krozingen mit Anschluss an die Rheintalbahn geplant.

## Kirche St. Vitus

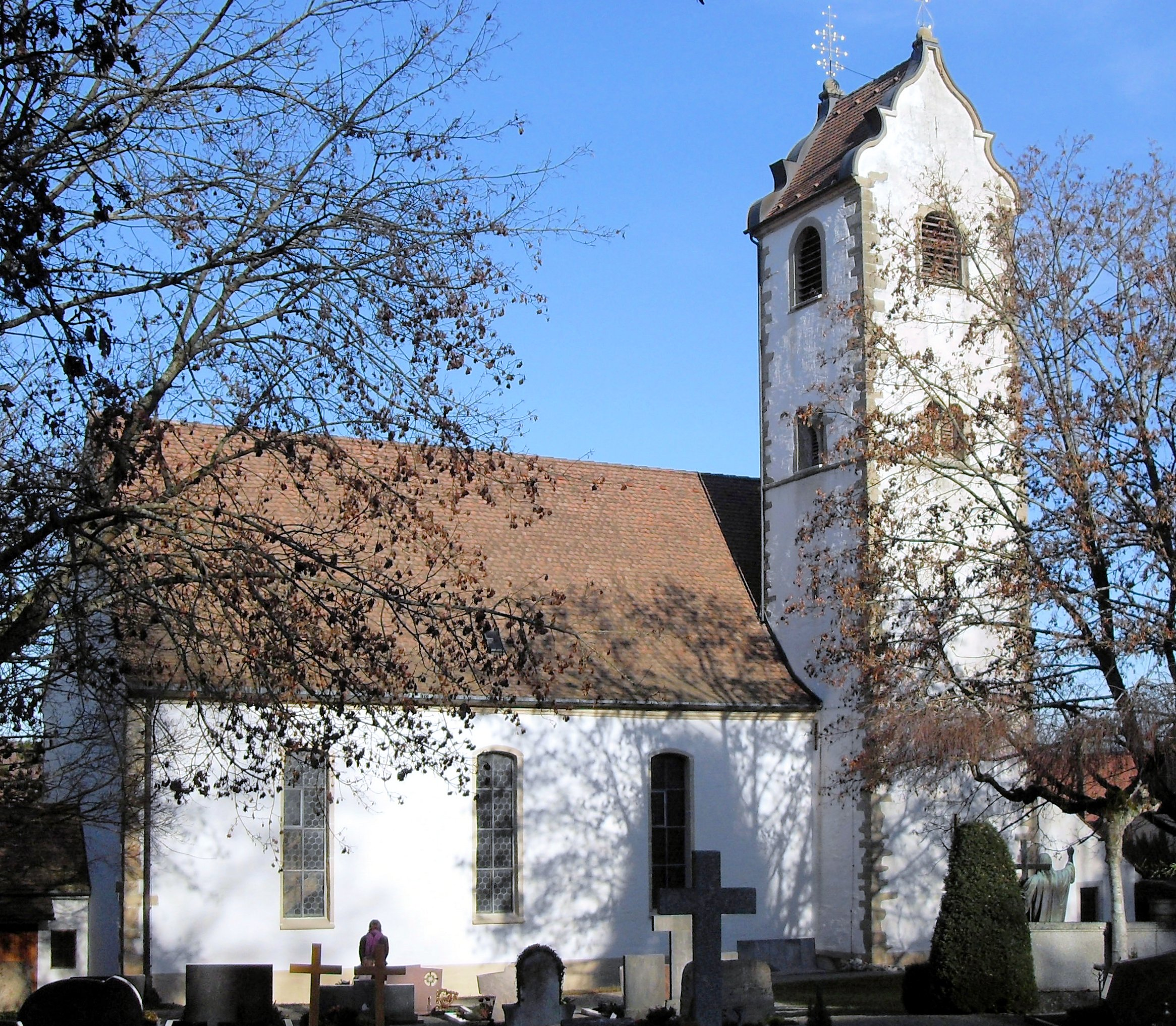
Südseite der Kirche

Die Pfarrkirche ist St. Vitus geweiht. Ihre erste Erwähnung in Wettelbrunn stammt aus dem Jahr 1216. Tatsächlich ist der Kirchturm romanisch. Er war ursprünglich dreistöckig. Wohl 1733 wurde er um ein Stockwerk mit großen Rundbogenfenstern aufgestockt und erhielt dadurch seine originelle barocke Form, mit einem Satteldach, das quer zum Langhaus liegt. In diesem Zusammenhang wurden die Klangarkaden zugemauert, die aber 1956 wieder geöffnet wurden. Der Turm erhebt sich auf der Südseite des Chors der Kirche. Im Jahr 2023 konnte eine neue zweimanualige Kuhn-Orgel mit 12 Registern im Bernauer-Gehäuse eingeweiht werden.